# العدان
العدان، منطقة من مناطق محافظة مبارك الكبير في الكويت. العدان تعني الرمل الناعم، وسميت المنطقة بهذا الاسم نسبة إلى بر وبحر العدان الذي كان يمتد على الحدود الجنوبية للكويت حتى رأس تنورة.